# Абалаковский сельсовет
Абалаковский сельсовет — сельское поселение в Енисейском районе Красноярского края.
Административный центр — село Абалаково.

## Население
| 2010 | 2012  | 2013  | 2014  | 2015  | 2016  | 2017  |
| ---- | ----- | ----- | ----- | ----- | ----- | ----- |
| 1728 | ↘1671 | ↘1641 | ↘1600 | ↘1563 | ↘1545 | ↘1504 |

## Состав сельского поселения
В состав сельского поселения входят 4 населённых пункта:
| № | Населённый пункт | Тип населённого пункта       | Население |
| - | ---------------- | ---------------------------- | --------- |
| 1 | Абалаково        | село, административный центр | 1451      |
| 2 | Смородинка       | деревня                      | 10        |
| 3 | Сотниково        | деревня                      | 0         |
| 4 | Усть-Тунгуска    | деревня                      | 267       |

## Местное самоуправление
Абалаковский сельский Совет депутатов
Дата избрания: 14.03.2010. Срок полномочий: 4 года
Глава муниципального образования
- Тулупов Александр Валерьевич. Дата избрания: 14.03.2010. Срок полномочий: 4 года